# آتلانتیک آیلند ایر
آتلانتیک آیلند ایر (به انگلیسی: Atlantic Island Air) یک شرکت هواپیمایی ایسلندی بود که در تاریخ دههٔ ۱۹۹۰ میلادی تأسیس شد.
دفتر مرکزی آتلانتیک آیلند ایر در ایسلند واقع شده‌بود و قطب این شرکت هواپیمایی در فرودگاه بین‌المللی کفلاویک قرار داشت.